# Chi-X
Chi-X is een Europese alternatieve aandelenbeurs.
De elektronische beurs is opgezet door het Amerikaanse beursbedrijf Instinet, dat een volledige dochter is van de Japanse bank Nomura. De handel op Chi-X is in april 2007 begonnen. Aanvankelijk is de handel alleen bestemd voor professionele partijen zoals hedgefondsen, market makers, brokers en financiële instellingen als banken. Grote aandelenfondsen zoals ING Groep, Deutsche Bank en Royal Dutch Shell worden verhandeld op Chi-X. Alle fondsen uit de hoofdindices van Frankrijk, Nederland, Duitsland en Engeland zijn verhandelbaar op deze beurs.
Door de introductie van MiFID in november van 2007 zullen banken verplicht zijn om hun klanten de beste prijs te garanderen voor hun opdracht, en dat kan ook op alternatieve beurzen zijn als daar een scherpere prijs gehandeld kan worden. Chi-X biedt veel lagere transactiekosten en een hogere snelheid in vergelijking met traditionele beurzen als Euronext en Deutsche Börse. Het handelsvolume op Chi-X is hoger dan voorgenoemde beurzen. In januari 2008 werd bekend dat het Nederlands-Belgische Fortis en de Nederlandse optiehandelaar Optiver een belang hebben genomen in de beurs.

## Overname door BATS
Eind 2011 werd Chi-X Europe overgenomen door concurrerende alternatieve beurs BATS Global Markets. Gezamenlijk is het de grootste beurs van Europa met 24% marktaandeel